# Cel

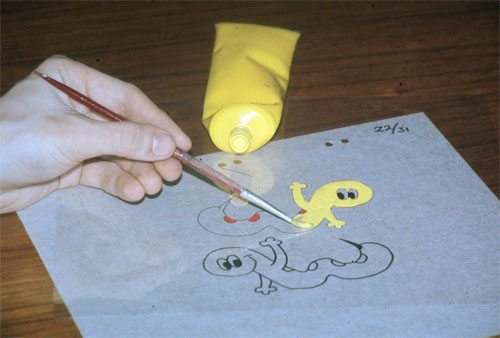
„Painting“ auf Celluloid

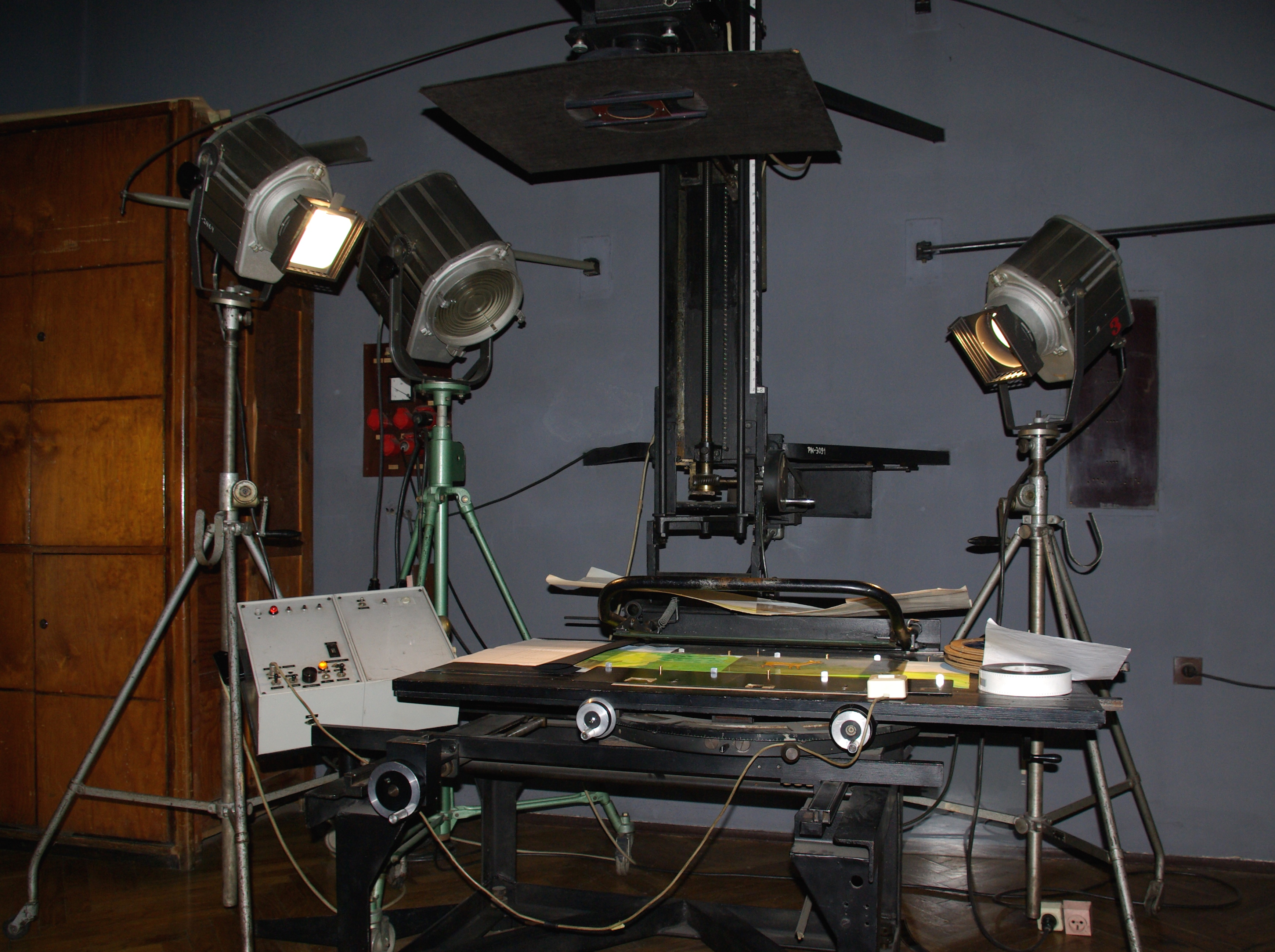
Installation zum Abfilmen der Cels

Cel (von „Celluloid“) ist der englische Ausdruck für eine Animationsphase auf durchsichtiger Folie.

## Verwendung
Bei der traditionellen Produktionsweise von Zeichentrickfilmen werden die Bleistiftzeichnungen der Animatoren entweder von Hand auf Folien übertragen („inking“ oder „tracing“) oder per Kopierer („xeroxed“). Danach werden sie auf der Rückseite mit speziellen, auf Kunststoff gut haftenden Farben bemalt („painting“). Diese der Hinterglasmalerei verwandte Technik sorgt für gleichmäßige Farbflächen auf der Vorderseite. Nach dem Trocknen werden die fertigen Cels vom Kameramann genau nach Plan auf den gemalten Hintergrund gelegt und abgefilmt.
Mit „Cel-Animation-Look“ ist das spezielle Aussehen von (schwarzen oder farbigen) Umrisslinien und glatten Farbflächen gemeint. Dieser Stil ist auch heutzutage noch der am häufigsten verwendete in der Trickfilmindustrie, obwohl der gesamte Arbeitsgang des „Ink and Paint“ inzwischen bei den meisten Studios im Computer stattfindet. Manche 3D-Computeranimation benutzt sogenannte Cel-Shader (auch „Toon-Shader“ genannt), die beim Rendern den Objekten Umrisslinien und glatte Farben verleiht, um das Aussehen klassischer Cel-Animation zu imitieren.
Vor der Verwendung von Cels wurden wiederkehrende Elemente in der Animation, wie z. B. Hintergründe, mühsam auf jede Zeichnung durchgepaust. Die Erfindung der Cel-Technik wird Earl Hurd zugeschrieben, zumindest ließ er sich diese Technik 1914 patentieren. Zu Beginn wurden noch die Hintergrundelemente auf Folie gemalt und unter der Kamera auf die jeweils ausgetauschten Animationszeichnungen gelegt. Aber schon bald entstand das heute übliche Verfahren mit gemalten Hintergründen und Bewegungsphasen auf Folie.
Für Spezialeffekte wurden Cels auch immer noch anderweitig bearbeitet, es wurden Schatten angelegt, mit fettigen Buntstiften (wegen der Haftung) Texturen angelegt, oder es wurde auf sogenannten „frosted cels“, Folien mit aufgerauter Oberfläche, gezeichnet fast wie auf Papier.

## Cels als Sammlerobjekte
In der Frühzeit des Trickfilms waren Cels teuer, deswegen wurden sie nach der Aufnahme vom „Cel-Washer“ gereinigt, der sämtliche Farbe von ihnen entfernte. Später wurden sie nach Gebrauch meist weggeworfen und nur selten archiviert. Heutzutage zahlen Sammler teilweise hohe Summen für alte, in der Produktion verwendete Original-Cels. So versteigerte Sotheby’s eine Cel mit vielen Figuren aus dem Film „Falsches Spiel mit Roger Rabbit“ 1989 für 50.600 $. Weniger wert sind sogenannte „Promo Cels“, die nachträglich angefertigt wurden. Der Sammlermarkt hat viel mit Fälschungen zu kämpfen, die aufgrund der Natur von Cels nur schwer zu enttarnen sind.

## Digitalisierung
Cels erfordern einen sorgsamen Umgang. Sie sind empfindlich gegenüber Kratzern, Knicken und Fingerabdrücken. Selbst eine unversehrte Cel zieht aufgrund statischer Aufladung Staub an, den der Kameramann vor jeder Aufnahme entfernen muss. Mehr als 6 Schichten Cels übereinander empfehlen sich nicht, weil jede Schicht Licht und Kontrast schluckt. Bei komplexen Szenen mit vielen Schichten müssen Farben speziell auf diesen Kontrastverlust hin angelegt werden. Wenn man vergisst, für die Lagerung zwischen die Cels Papier zu legen, kleben sie zusammen, und auch die Farbe kann Sprünge bekommen oder abblättern.
Ab etwa der Mitte der 80er Jahre wurde es möglich, das Aussehen von Cels zuverlässig im Rechner zu simulieren. Disney entwickelte als einer der ersten ein System (CAPS für Computer Animation Production System), das die arbeits- und zeitintensiven Aufgaben von Ink & Paint und Kamera beschleunigen sollte, bei Vermeidung all der genannten Nachteile und verbesserten Ergebnissen. Ab 1990 verwendete Disney keine Cels mehr. Andere Studios zogen nach, und heute ist „Digital Ink & Paint“ fast weltweit Standard. Der letzte Anime, der noch Cels verwendete, war bis Oktober 2013 Sazae-san.
Die gängigen Verfahren arbeiten mit eingescannten Zeichnungen, die im Rechner manuell oder automatisch mit Farbe versehen werden. Je nach Stil des Films werden auch die Linien mehr oder weniger bearbeitet und geglättet, grundsätzlich sind es aber noch die eingescannten Linien des Zeichners, die im fertigen Trickfilm zu sehen sind.
Eine Weiterentwicklung war das Vektorisieren von Linien, vor allem in der Form automatischer Linienerkennung. Solche Software erzeugt zu jedem eingescannten Bild eine korrespondierende Vektordatei, die nur Information über die Form und Position der farbigen Flächen speichert. Gegenüber rein pixelbasierter Software hat dies den Vorteil, dass Farben jederzeit schnell geändert werden können, ohne dass der ursprüngliche Scan an Qualität verliert. (Beispiel: animo, Toonz)
Noch einen Schritt weiter gehen vektorbasierte Animationsprogramme, bei denen die Figuren direkt im Rechner konstruiert oder gezeichnet werden. Zeichnungen dienen hier nur noch als Vorlage, die Animation nutzt die Fähigkeit des Programms, Zwischenschritte bei der Animation selbsttätig zu errechnen („Tweening“). Da das Ergebnis sich deutlich von Cel-Animation unterscheiden kann, wird der Stil oft als „Flash-Animation“ bezeichnet, unabhängig davon, ob tatsächlich Flash als Programm verwendet wurde. (Beispiele: Flash, Moho, Toonboom)